# Биканер
Биканер је град у Индији у држави Раџастан. Према незваничним резултатима пописа 2011. у граду је живело 647.804 становника.

## Становништво
Према незваничним резултатима пописа, у граду је 2011. живело 647.804 становника.
| 1991.   | 2001.   | 2011.   |
| ------- | ------- | ------- |
| 416.289 | 529.690 | 647.804 |